# Huynh Thi Thanh Thuy
Huynh Thi Thanh Thuy (em vietnamita:  Huỳnh Thị Thanh Thủy; Da Nang, 1 de julho de 2002) é uma modelo e rainha da beleza vietnamita, vencedora do concurso Miss Internacional 2024.
Anteriormente, foi vencedora do concurso Miss Vietnã 2022.

## Biografia
Ela nasceu em Da Nang. Atualmente, ela está estudando Língua Inglesa na Universidade de Estudos de Línguas Estrangeiras, um membro do sistema da Universidade de Da Nang. Ao mesmo tempo, ela também estuda na Universidade de Greenwich.

## Concurso de beleza

### Miss Vietnã 2022
Em 23 de dezembro de 2022, ela representou Da Nang no concurso Miss Vietnã 2022 e competiu contra outras 58 concorrentes no Estádio Indoor Phu Tho, Distrito 11 na Cidade de Ho Chi Minh, onde ganhou o título nacional e foi sucedida por Đỗ Thị Hà.

### Miss Internacional 2024
Em 12 de novembro de 2024, ela representou o Vietnã no concurso Miss Internacional 2024 e competiu contra 71 outras concorrentes no Tokyo Dome City Hall em Tóquio, Japão, onde ganhou o título e foi sucedida por Andrea Rubio da Venezuela. Ela se tornou a primeira vencedora do Miss International do Vietnã.